# 島弘之
島 弘之（しま ひろゆき、1956年11月19日 - 2012年8月）は、日本の英文学者、文芸評論家。

## 略歴
東京都生まれ。1975年福岡県立戸畑高等学校卒業。1979年上智大学外国語学部英語学科卒業。1981年同大学院修士課程修了。1984年上智大学一般外国語嘱託講師（英語）、1985年日本英文学会新人賞受賞。1986年「小林秀雄への共感的反逆 後発者柄谷行人の"場所"」で群像新人文学賞評論部門優秀作。1987年東京工科大学専任講師。1988年法政大学第一教養部専任講師、1989年助教授、1992年教授、1994年『小林秀雄』で三島由紀夫賞候補。2004年法政大学文学部英文科教授。　

## 著書
- 『<感想>というジャンル』筑摩書房 1989
- 『月に憑かれて』福武書店 1990
- 『小林秀雄 悪を許す神を赦せるか』新潮社 1994

## 翻訳
- ロナルド・ピアソール『シャーロック・ホームズの生れた家』小林司共訳 新潮選書 1983　のち河出文庫
- アレイスター・クロウリー『世界魔法大全　魔術 理論と実践』植松靖夫、江口之隆共訳 国書刊行会 1983
- アレイスター・クロウリー『法の書』植松靖夫共訳 国書刊行会 1983
- ハロルド・ブルーム『カバラーと批評』国書刊行会 (クラテール叢書)　1986
- 『アレイスター・クロウリー著作集 1 神秘主義と魔術』国書刊行会 1986
- エドワード・W・サイード『パレスチナとは何か』岩波書店 1995　のち現代文庫

## 参考
- 『文藝年鑑』2003年